# لیون رابینسون
لیون رابینسون (انگلیسی: Leon Robinson؛ زادهٔ ۸ مارس ۱۹۶۲) یک هنرپیشه، خواننده، تهیه‌کننده اهل ایالات متحده آمریکا است.

## گزیده فیلمشناسی
از فیلم‌ها یا برنامه‌های تلویزیونی که وی در آن نقش داشته‌است می‌توان به آثار زیر اشاره کرد.
- تمام حرکات درست (فیلم) (۱۹۸۳)
- بچه فلامینگو (۱۹۸۴)
- خیابان واکین (۱۹۸۵)
- صخره‌نورد (فیلم) (۱۹۹۳)
- رقابت سرد (۱۹۹۳)
- در انتظار بازدم (۱۹۹۵)
- بی.ای.پی.اس (۱۹۹۷)
- خفاش‌ها (فیلم) (۱۹۹۹)
- لیتل ریچارد (فیلم) (۲۰۰۰)
- علی (فیلم) (۲۰۰۱)
- سربازان بوفالو (۲۰۰۱)
- متخصص قلب (۲۰۰۶)
- تروی بیر (۲۰۱۲)